# Stanisław Lubieniecki

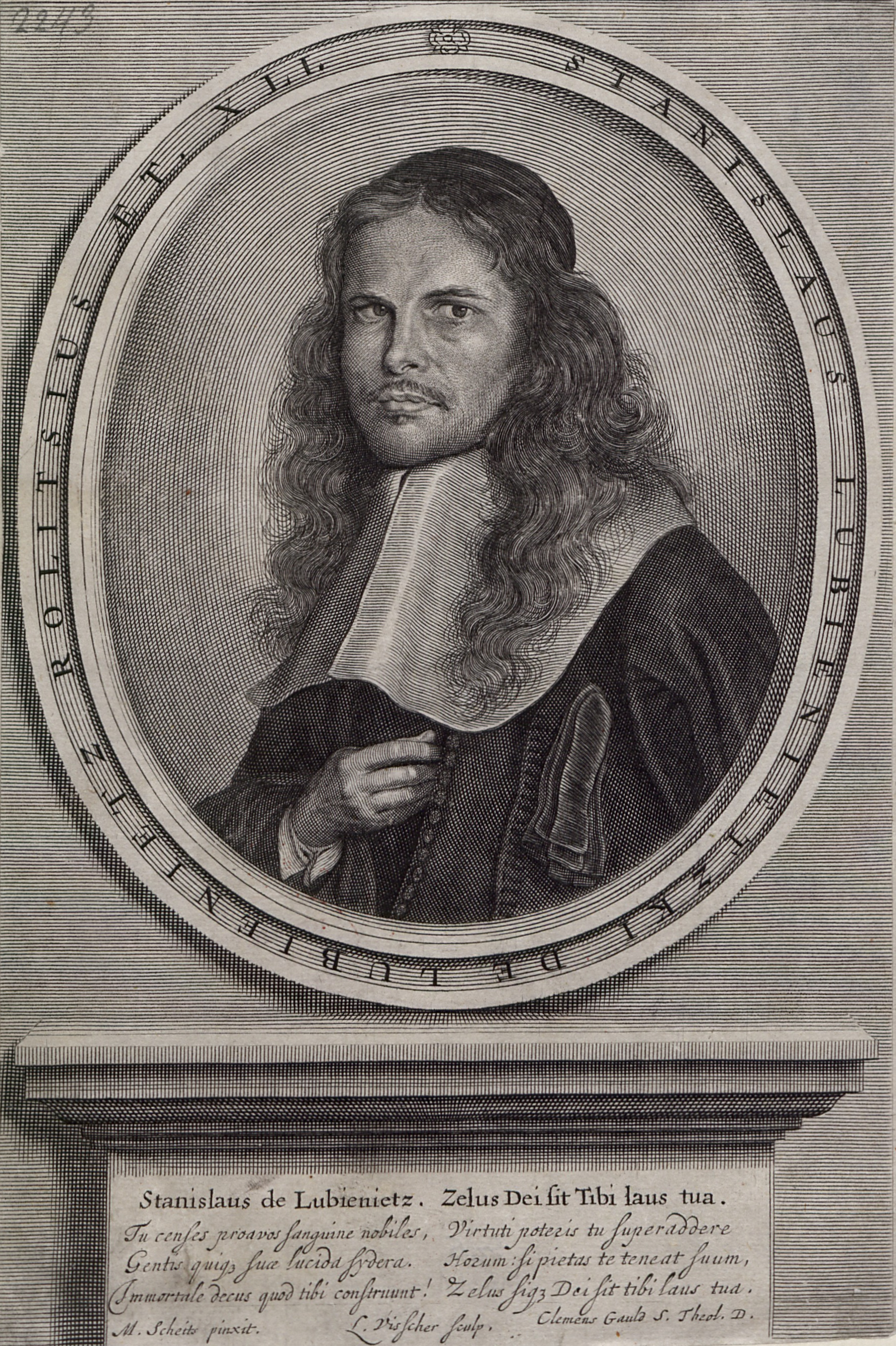
Stanisław Lubieniecki

Stanisław Lubieniecki (auch Lubieniecius, de Lubienietz, Lubiniezky, Lubienietzki u. a.; * 23. August 1623 in Raków; † 18. Mai 1675 in Hamburg) war ein polnischer Theologe, Historiker, Astronom und bedeutender Vertreter des Sozinianismus bzw. der unitarischen Kirche der Polnischen Brüder.

## Leben

### In Polen
Stanisław Lubieniecki wurde am 23. August 1623 in Raków in der Woiwodschaft Kraków im Gebiet der Polnischen Krone aus einer adligen Familie geboren. Lubienieckis Vater Krzysztof war der Vorstand der unitarischen Gemeinde in seinem Wohnort. Lubieniecki erhielt eine umfassende Ausbildung durch seinen Vater, zunächst an der Rakówer Akademie, bis sowohl der Ort als auch die Akademie während des Dreißigjährigen Krieges 1638 weitgehend zerstört wurden. Danach unterrichtete ihn sein Vater selbst und nahm ihn mit auf häufige Reisen zu den polnischen Reichstagen und Versammlungen der polnischen Aristokratie.
Während eines zweijährigen Aufenthalts in Thorn nahm er auch 1645 als ein Vertreter der Polnischen Brüder am Thorner Religionsgespräch teil, bei dem eine Aussöhnung der verschiedenen Religionen angestrebt wurde, und zeichnete einen Bericht darüber auf. Er unternahm als Hauslehrer des jungen Grafen Stefan von Niemierycz Auslandsreisen nach Frankreich und den Niederlanden, wo er die Wertschätzung vieler Gelehrter gewann, mit denen er über religiöse Themen diskutierte, und mit denen er auch später noch intensiv korrespondierte.
Nach dem Tod seines Vaters 1648 kehrte er 1650 nach Polen zurück. Er heiratete 1652 Sophia Brozijski; zwei Söhne hießen Theodor Bogdan (* 1653) und Christoffel (* 1659). Er wurde zunächst Hilfsprediger in Thorn und wurde wegen seiner Klugheit und Gelehrsamkeit bald danach zum Pfarrer in Czarków berufen.
Im Jahr 1655 brach der Zweite Nordische Krieg zwischen Polen und Schweden aus; die Invasion der Schweden zwang ihn, die Stadt zu verlassen und sich mit seiner Familie in das von den Schweden besetzte Krakau zurückzuziehen, wo er freie Religionsausübung durch den schwedischen König Karl X. Gustav errang. Polen wurde besiegt und verwüstet. Als Krakau im Jahr 1657 wieder unter polnische Herrschaft kam, folgte er den schwedischen Truppen mit zwei anderen Sozinianern, um vom  König zu erbitten, dass die Unitarier, die sich unter dessen Schutz begeben hatten, in die Generalamnestie einbezogen würden, die nach dem Friedensvertrag mit Polen beschlossen werden sollte. Lubieniecki kam am 7. Oktober 1657 in Wolgast an und wurde dort sehr freundlich vom schwedischen König empfangen. Er schloss enge Freundschaften mit einigen schwedischen Edelmännern, obwohl die anderen Geistlichen dies zu verhindern suchten, und konnte seiner eigenen Religion mehrfach Geltung verschaffen.
Bei der Belagerung von Stettin 1659 durch die österreichischen und brandenburgischen Truppen war er in Elbing, seine Familie war jedoch in Stettin eingeschlossen. Der schwedische Graf Schlippenbach versprach, die sozinianische Religion anzunehmen, wenn Lubieniecki durch seine Gebete die Aufhebung der Belagerung erreichen würde. Durch sein privates Interesse beflügelt und in der Hoffnung, eine illustre Person zu seiner Religion zu bekehren, fastete und betete er drei Wochen lang und kehrte dann mit der Botschaft zu dem Grafen zurück, dass die Stadt nicht eingenommen würde. Alle hielten ihn für verrückt, aber nach sechs Tagen kam die Nachricht aus Stettin, dass die Belagerung aufgehoben wurde. Als man den Grafen an sein Versprechen erinnerte, antwortete er, dass er Gott über die Richtigkeit dieser Entscheidung befragt habe und dass er im Augsburger Bekenntnis bestätigt worden sei.
Während der Aushandlung des Friedensvertrages ging Lubieniecki nach Oliva, musste aber dort die Demütigung erleben, dass die Unitarier von der Amnestie ausgeschlossen wurden, die allen anderen Abweichlern von der katholischen Religion gewährt wurde. Als Karl X. Gustav 1660 starb, war Lubienieckis Stellung stark geschwächt. Die Unitarier wurden von den anderen Glaubensgemeinschaften in Polen beschuldigt, mit der schwedischen Armee kollaboriert zu haben, und wurden mit diesem Vorwand vertrieben. Auch Lubieniecki wurde Verrat vorgeworfen, da er aktiv an den Friedensverhandlungen mit Schweden beteiligt gewesen war.

### Im Exil
Ohne Hoffnung, nach Polen zurückkehren zu können, flüchtete er nach Kopenhagen, wo er am 28. November 1660 ankam und vom dänischen König  Friedrich III. ein Asyl zu erbitten suchte, wohin sich seine verbannten Glaubensbrüder zurückziehen könnten. Er wurde zunächst günstig aufgenommen, da er durch seine Brieffreundschaften mit vielen wichtigen Persönlichkeiten für den Hof als Quelle von Neuigkeiten aus fremden Ländern interessant war. Er erhielt eine jährliche Pension, um die Korrespondenz, die er erhielt, für den König abzuschreiben. Der König sagte ihm in einem privaten Gespräch, dass alles, was er ihm in der Sache der Unitarier zugestehen könne, eine Duldung ihrer Ansiedlung in Altona wäre. Als der König ihn privat einbestellte, um religiöse Themen mit ihm zu diskutieren, wurde der Argwohn der lutherischen Geistlichen geweckt, die befürchteten, dass der König zum Unitarismus übertreten könnte.
Durch ihren Einfluss und ohne Zusage für ein Asyl für seine unitarischen Glaubensbrüder wurde Lubieniecki gezwungen, zunächst nach Stettin zurückzukehren, wo er alles in seiner Macht Stehende tat, um Begünstigungen für seine Glaubensgemeinschaft zu erreichen. Aber seine Gegner verfolgten ihn ohne Unterlass, so dass er nach Hamburg fliehen musste, wohin er 1662 auch seine Familie nachkommen ließ. Dort suchte er sein Auskommen als politischer Korrespondent, indem er die Kontakte zu seinen Freunden hin zu einem Nachrichtendienst politischer, theologischer und astronomischer Inhalte systematisierte, und versuchte, als Schriftsteller und Theologe seinen Glauben zu leben.
Er besuchte auch Friedrichstadt, wo er 1662 vom Magistrat der Stadt die Zusage erhielt, dass den verbannten polnischen Unitariern der Aufenthalt und die private Ausübung ihrer Religion in dieser Stadt gestattet würde. Lubieniecki informierte seine Brüder und unternahm alle Mühen, einschließlich hoher Aufwendungen aus eigener Tasche, um sie dort anzusiedeln. Sie konnten diese Gunst aber nicht lange genießen, denn auf Betreiben des lutherischen Superintendenten und Hofkaplans John Reinboth wurden sie 18 Monate später von Christian Albrecht, dem Herzog von Schleswig-Holstein-Gottorf, wieder von dort verbannt. Auch eine Zusage des Kurfürsten von der Pfalz Karl I. Ludwig aus Mannheim wurde auf Betreiben des Theologen Johann Ludwig Fabricius aus Heidelberg wieder zurückgezogen.

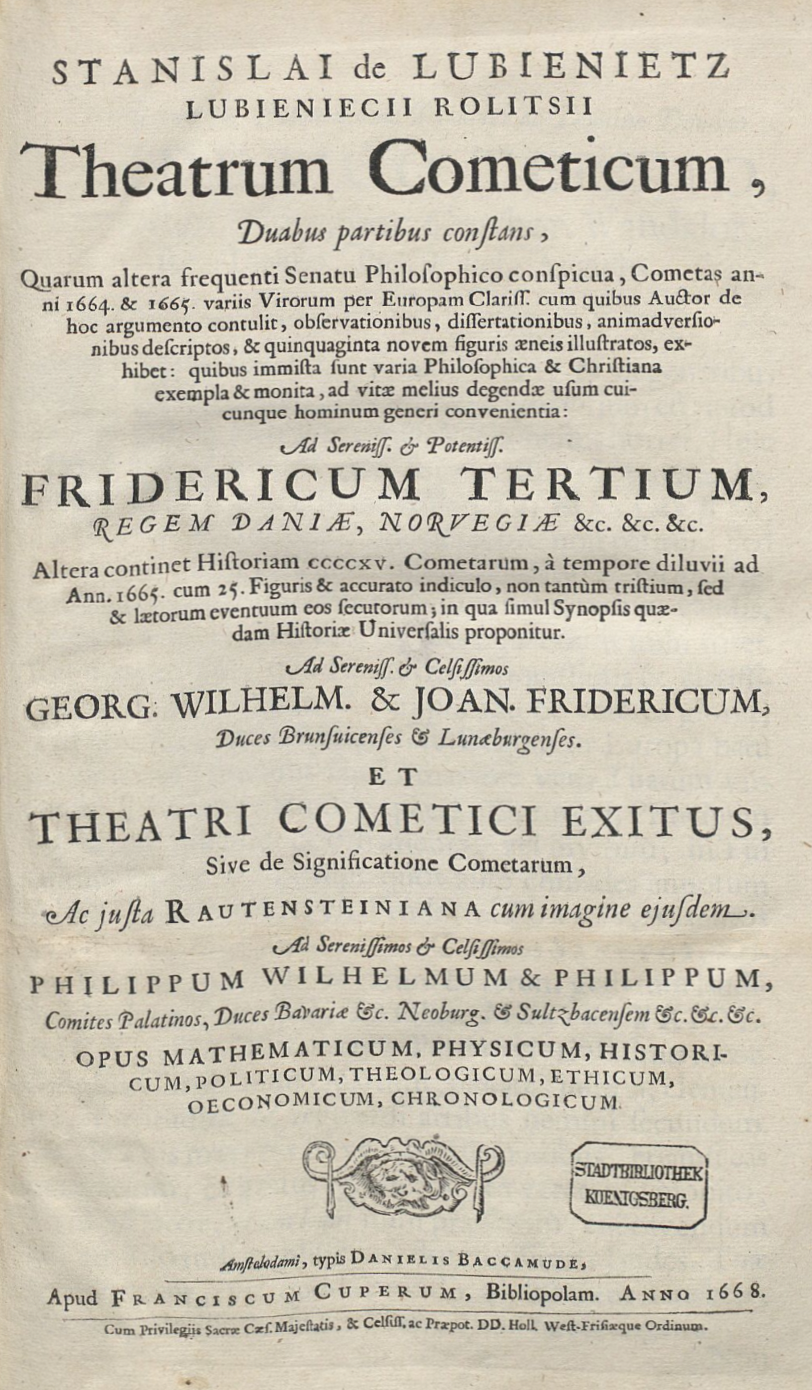
Titelseite von Lubienieckis „Theatrum Cometicum“

Als im Jahr 1664 der Große Komet C/1664 W1 über Hamburg erschien, beobachtete ihn Lubieniecki von seinem Hause aus. Er korrespondierte über dieses Phänomen mit Petrus van Brüssel, Ismael Boulliau in Paris und Henry Oldenburg in London. Lubieniecki stellte von 1666 bis 1668 seine eigenen Beobachtungen und die der anderen Astronomen in dem dreiteiligen Werk Theatrum Cometicum zusammen. Der erste Teil enthält seine Korrespondenz über die Kometen aus den Jahren 1664 und 1665 mit den großen europäischen Gelehrten, darunter Henry Oldenburg, Johannes Hevelius und Athanasius Kircher, zusammen mit deren Beobachtungen auf kunstvollen Kupferstichen festgehalten; der zweite Teil enthält eine ausführliche illustrierte Anthologie von 415 Kometen „von der Sintflut“ bis 1665; der dritte Band behandelt die astrologische Bedeutung der Kometen zusammen mit der Kritik der Gelehrten und seinen eigenen Antworten darauf. Lubieniecki stellte den Stern von Betlehem als Kometen dar und sah den Großen Brand von London als göttliche Strafe, angekündigt durch den Kometen von 1664. Um den Druck des Buches zu überwachen, unternahm er sogar eine Reise in die Niederlande. Er hatte jedoch nur einen geringen kommerziellen Erfolg damit.
Wenn er auch in Hamburg nicht ohne geistigen Einfluss blieb – er nahm in der Zeit an drei Konferenzen über religiöse Themen mit Christina von Schweden teil –, so fand er dort aber nicht lange Ruhe. Insbesondere seine lebhafte paneuropäische und interkonfessionelle Korrespondenz hatte in Hamburg den Anschein erweckt, er sei mit diplomatischem Auftrag Dänemarks betraut. Als dies jedoch vom dänischen Hof nicht bestätigt wurde, konnten seine Gegner ihn wieder schmähen, als Gotteslästerer und Häretiker denunzieren und ihn vom Senat aus Hamburg vertreiben lassen. Er begab sich wieder unter den Schutz des dänischen Königs und zog 1668 in die dänische Nachbarstadt Altona um, wo er einige Jahre unbehelligt lebte.
Er machte 1674 noch einen weiteren Versuch, sich wieder in Hamburg niederzulassen, weil er dort bessere Möglichkeiten für seine Korrespondenzen sah und weil seine Freunde vermuteten, dass sich seine Gegner inzwischen beruhigt hätten. Jedoch erwirkten seine Feinde, insbesondere der Theologe L. Edzard, umgehend wieder seine Ausweisung durch den Magistrat, nachdem er ihn als Ketzer erklärte und öffentlich gegen ihn predigte, so dass Lubieniecki sich nicht mehr ohne Gefahr auf die Straße begeben konnte. Doch bevor er der Verbannung Folge leisten konnte, wurden er und seine ganze Familie dort Opfer einer Vergiftung, der seine beiden Töchter und zwei Tage später er selbst am 18. Mai 1675 erlagen; seine Frau überlebte.
Die Umstände dieses Vorfalls wurden nie geklärt. Edzard schob die ganze Schuld zwar auf eine Unachtsamkeit seiner Dienerschaft bei der Essenszubereitung; aber ein anderer lutherischer Schreiber bekannte, dass Lubieniecki von seiner Hausangestellten vergiftet wurde, weil sie durch „eine boshafte Person“ dazu angestiftet worden sei. Andere Vermutungen gehen auch in die Richtung Ergotismus, was damals häufig vorkam. Lubieniecki wurde gegen den Widerstand der lutherischen Geistlichen in Altona begraben.
Zum Zeitpunkt seines Todes arbeitete er an seinem Werk Historia reformationis Polonicae über den Aufstieg und den Verlauf der Reformation in Polen, das er nicht mehr beenden konnte und das erst 1685 posthum herausgegeben wurde. Er war auch der Autor zahlreicher anderer Traktate.

## Ehrungen
Der Mondkrater  Lubiniezky wurde 1935 von der IAU offiziell nach ihm benannt.

## Werke
- Stanislai de Lubienietz Lubieniecii Rolitsii, Theatrum cometicum, duabus partibus constans, quarum altera frequenti senatu philosophico conspicua, cometas anni 1664. et 1665. ... Amsterdam 1668 ().
- Historia reformationis Polonicae, in qua tum reformatorum, tum antitrinitariorum origo et progressus in Polonia et finitimis provinciis narrantur. Authore Stanislao Lubieniecio, equite Polono. Freistadt 1685.